# Thiounn Thioeunn
Thiounn Thioeunn (1919/1920 – Phnom Penh, 16 juni 2006) was een Cambodjaans politicus. Hij was minister van volksgezondheid tijdens het regime van de Rode Khmer. 
Thiounn studeerde medicijnen in Frankrijk en keerde na zijn afstuderen terug naar zijn vaderland, waar hij zich aansloot bij de communistische beweging die later bekend zou worden als de Rode Khmer. Zijn broer Thiounn Prasith was van 1978 tot 1992 de ambassadeur van Cambodja bij de Verenigde Naties. 
Hij beëindigde pas in 1998 zijn lidmaatschap van de Rode Khmer, toen leider Pol Pot in datzelfde jaar overleed.
Thiounn Thioenn overleed op 86-jarige leeftijd. Op 19 juni 2006 werd zijn overlijden door zijn nabestaanden bekendgemaakt.